# Associação Geral dos Trabalhadores Alemães

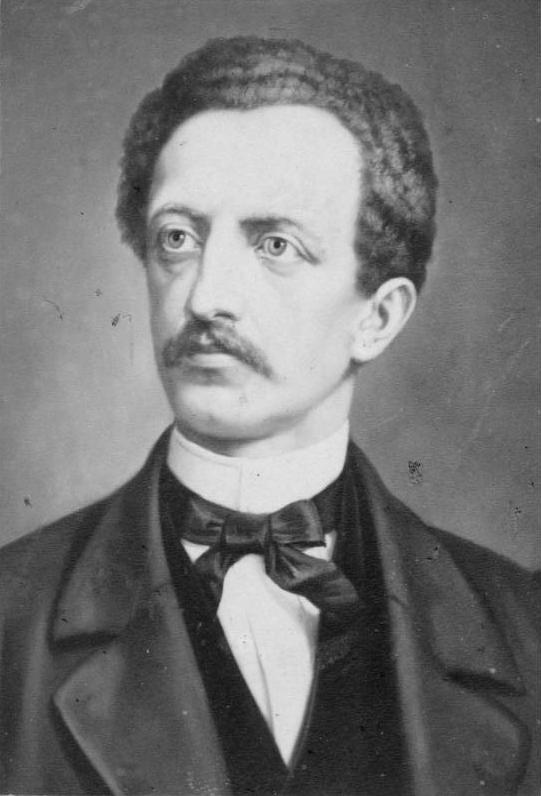
Ferdinand Lassalle, fundador da ADAV em maio de 1863.

A Associação Geral dos Trabalhadores Alemães (alemão: Allgemeiner Deutscher Arbeiter-Verein, ADAV) foi um partido político alemão fundado em 23 de maio de 1863 em Leipzig, no Reino da Saxônia por Ferdinand Lassalle. A organização existiu sob este nome até 1875, quando se uniu com uma organização rival, o Partido Social Democrata dos Trabalhadores para formar o Partido Socialista Operário da Alemanha. Esta organização unificada foi rebatizada pouco depois como Partido Social-Democrata da Alemanha (SPD), que permanece existindo até hoje e com suas origens na fundação da ADAV.
A ADAV foi o primeiro partido alemão do Trabalho formado na Prússia antes do estabelecimento do Império Alemão. Seus membros eram conhecidos popularmente em toda a Alemanha como lassallianos.

## Fundação
A Associação Geral dos Trabalhadores Alemães foi fundada em Leipzig por Ferdinand Lassalle e doze delegados de algumas das cidades mais importantes da Alemanha: Barmen, Dresden, Düsseldorf, Elberfeld, Frankfurt am Main, Hamburgo, Harburg, Colônia, Leipzig, Mainz e Solingen.
Ela procurou defender os interesses da classe trabalhadora e de trabalhar para o estabelecimento do socialismo através da utilização da política eleitoral apoiada por sufrágio universal. Lassalle atuou como presidente de 23 de maio de 1863 até sua morte em um duelo em 31 de agosto de 1864.
O órgão não oficial da ADAV era o jornal Der Sozial-Demokrat, que iniciou a publicação em Berlim em 15 de dezembro de 1864. A publicação inicialmente recebeu contribuições editoriais dos proeminentes exilados radicais, como Karl Marx e Friedrich Engels, mas a dupla parou de contribuir devido à lealdade do Der Sozial-Demokrat e da ADAV a memória e as ideias de seu fundador, Lassalle.
A ADAV realizou seu primeiro congresso em Düsseldorf em 27 de dezembro de 1864. Marx e seus associados tinha esperança de que este encontro iria mover a organização para ser membro da recém-criada Associação Internacional dos Trabalhadores (Primeira Internacional), em que Marx desempenhou um papel importante, mas a reunião não discutiu filiação, afastando ainda mais os marxistas do grupo.